# Umanțivka (Kirove), Poltava
Umanțivka (în ucraineană Уманцівка) este un sat în comuna Kirove din raionul Poltava, regiunea Poltava, Ucraina.

## Demografie
Componența lingvistică a localității Umanțivka
     Ucraineană (92,42%)
     Rusă (7,58%)
Conform recensământului din 2001, majoritatea populației localității Umanțivka era vorbitoare de ucraineană (92,42%), existând în minoritate și vorbitori de rusă (7,58%).